# Greben (matematika)
Greben je v geometriji (n-2) razsežni element n-razsežnega politopa. Včasih ga imenujemo tudi podfaceta, ker ima za ena nižjo razsežnost kot faceta. 
Po razsežnosti, to odgovarja:
- oglišču mnogokotnika
- stranici poliedra
- stranskim ploskvam polihorona
- celici 5-politopa
- 4 razsežni stranski ploskvi 6-politopa

Po dve faceti se sekata v vsakem grebenu v politopu. 